# 阿尔特维希斯哈根
阿尔特维希斯哈根（德語：Altwigshagen）是德国梅克伦堡-前波美拉尼亚州的市镇，隶属于前波美拉尼亚-格赖夫斯瓦尔德县。总面积为28.8平方千米，截至2023年12月31日总人口为369人。